# خولیو گارسیا (بازیکن فوتبال زاده ۱۹۶۵)
خولیو گارسیا (انگلیسی: Julio García؛ زادهٔ ۲ مهٔ ۱۹۶۵) بازیکن فوتبال اهل اسپانیا است.
از باشگاه‌هایی که در آن بازی کرده‌است می‌توان به باشگاه فوتبال رکریتیوو اوئلوا، باشگاه فوتبال رئال بتیس، باشگاه فوتبال آلمریا، و باشگاه فوتبال رئال مورسیا اشاره کرد.